# 江間章子

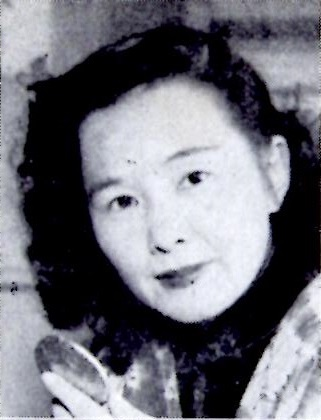
江間章子

江間 章子（えま しょうこ、1913年3月13日 - 2005年3月12日）は昭和を代表する唱歌の作詞家、詩人。代表作に「夏の思い出」、「花の街」などがある。

## 来歴
新潟県高田市（現・上越市）に生まれる。しかし2年後に父が急逝し、岩手県岩手郡平館村（現・八幡平市平舘）の母の実家に移住する。
満12歳となる1925年には静岡県に再度転居し、旧制静岡高等女学校に進学する。『詩と詩論』から影響を受けて学生時代から作詞家を目指した。
高等女学校卒業後に上京し、1930年に駿河台女学院（後の東京YWCA専門学校）に入学する。1936年に詩集『春への招待』を自費出版で発表した。
戦後の1949年、「夏の思い出」をNHKラジオ歌謡にて発表する。1951年には「花の街」をNHK「婦人の時間」にて発表した。
百田宗治主宰の雑誌『椎の木』の同人となった。また、三好達治や草野心平とも交流を持った。
1972年に北朝鮮を訪問し、「家賃一ウォン（百五十円）で暮らせる」と題した滞在記が『別冊週刊読売「チュチェの国―朝鮮」』（1972年9月10日発行）に掲載された。同年に朝鮮画報社から出版された『万寿無疆』に、詩「金日成首相は地球の上のともしび」を発表している。
1990年2月7日放送のフジテレビ『一枚の写真』に出演する。
1992年に東京都世田谷区の名誉区民、1995年に岩手県西根町（現・八幡平市）の名誉町民第1号、1998年に群馬県片品村の名誉村民第1号に、それぞれ選定される。
2005年3月12日 - 脳内出血のため東京都世田谷区の病院で死去。92歳の誕生日の前日であった。

## 作詞

### 歌曲

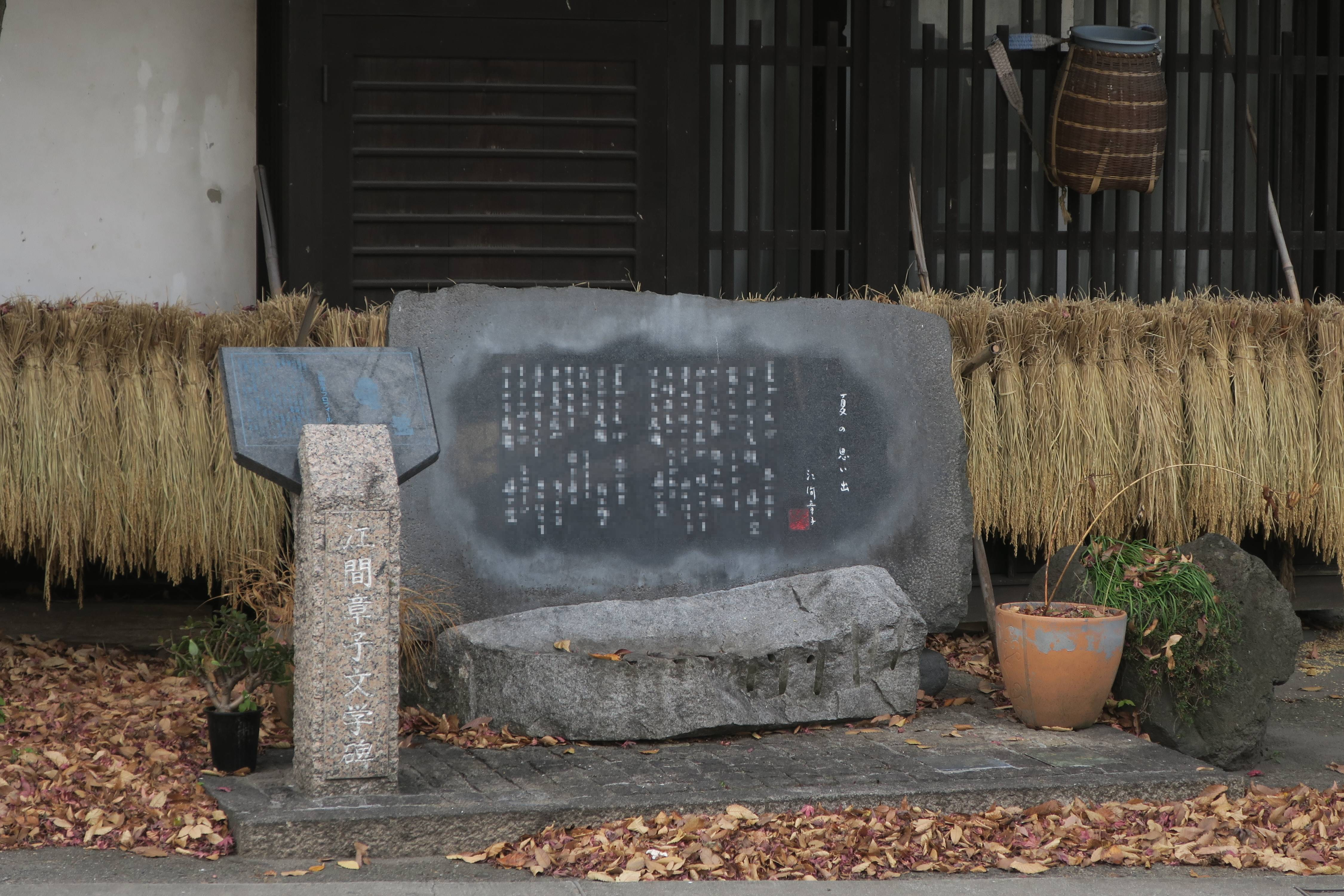
『夏の思い出』歌碑（群馬県片品村）

- 夏の思い出（作曲：中田喜直）
- おかあさん（作曲：中田喜直）
- 花の街（作曲：團伊玖磨）
- 花のまわりで（作曲：大津三郎）

### 校歌
岩手県
岩手大学教育学部附属小学校校歌（作曲：中田喜直）
八幡平市立西根第一中学校校歌
奥州市立東水沢中学校校歌（作曲：鈴木林蔵）

埼玉県
川越市立高階北小学校校歌（作曲：團伊玖磨）
所沢市立和田小学校校歌（作曲：沢文心）
越谷市立光陽中学校校歌（作曲：渋谷沢兆）
越谷市立平方中学校校歌（作曲：渋谷沢兆）
東京都
小平市立学園東小学校校歌（作曲：大津三郎）
世田谷区立砧南中学校校歌（作曲：真鍋理一郎）
世田谷区立希望丘中学校校歌（作曲：平井康三郎）
世田谷区立尾山台中学校校歌（作曲：古関裕而）
西東京市立保谷第二小学校校歌（作曲：津川主一）
練馬区立上石神井小学校校歌
目黒区立大岡山小学校校歌（作曲：高田信一）
足立区立西新井中学校校歌（作曲：團伊玖磨）
千葉県
佐倉市立臼井小学校校歌（作曲：團伊玖磨）
千葉市立千草台中学校校歌
神奈川県
相模原市立上鶴間中学校校歌
大和市立つきみ野中学校校歌 (作曲：團伊玖磨）
藤沢市立村岡中学校校歌 （作曲：團伊玖磨）
横浜市立左近山第一小学校校歌（作曲：中田喜直）
横浜市立左近山第二小学校校歌（作曲：中田喜直）
横浜市立東希望が丘小学校校歌（作曲：中田喜直）
横浜市立日野南小学校校歌（作曲：中田喜直）
山梨県
北杜市立須玉小学校校歌（作曲：中田喜直）
北杜市立須玉中学校校歌（作曲：中田喜直）
都留市立都留第一中学校校歌（作曲：中田喜直）
富山県
富山県立新川女子高等学校校歌（作曲：中田喜直）
愛媛県
四国中央市立三島東中学校校歌（作曲：中田喜直）

## 著作
- 『詩へのいざない : 現代詩の理解と作法』柴田書店 1957
- 『人生の詩集』二見書房 1968
- 『詩画集 : 花の四季』藤島淳三 絵 ; 岩瀬徹, 矢野佐 解説　東京新聞出版局 1979
- 『水と風』榊原直美 絵　教育出版センター [1982.2] [新装版] ジュニア・ポエム双書
- 『愛のしらべシューマン』藤原邦久 絵、音楽之友社 1981 (ジュニア音楽図書館作曲家シリーズ, 7)
- 『イラク紀行 : 江間章子詩集』沖積舎 1983
- 『埋もれ詩の焔ら』、講談社、1985 (饒正太郎ら同世代の詩人との交友を綴る)
- 『「夏の思い出」その想いのゆくえ』宝文館出版 1987
- 『タンポポの呪咀 : 江間章子詩集』書肆ひやね 1990 限定版
- 『絵のような村で』土橋佐喜子 絵　大日本図書 1991 (小さい詩集)
- 『詩の宴わが人生』影書房 1995
- 『江間章子全詩集』宝文館出版 1999
- 『アンリ・デュナン』朝倉摂 絵、童話屋、2004